# Gare de Moliens
La gare de Moliens est une halte ferroviaire française (fermée) de la ligne d'Épinay - Villetaneuse au Tréport - Mers, située sur le territoire de la commune de Moliens dans le département de l'Oise en région Hauts-de-France.
Une halte est mise en service en 1875 par la Compagnie des chemins de fer du Nord.
Devenue un point d'arrêt sans personnel de la Société nationale des chemins de fer français (SNCF), l'ancienne halte est fermée en 2007. Depuis un service de transport à la demande en Taxi-TER a été mis en place par le conseil régional de Picardie pour compenser la fin de la desserte ferroviaire.

## Situation ferroviaire
Établie à 210 mètres d'altitude, l'ancienne halte de Moliens est située au point kilométrique (PK) 121,892 de la ligne d'Épinay - Villetaneuse au Tréport - Mers, entre les gares de Feuquières - Broquiers et d'Abancourt. 

## Histoire
La « halte de Moliens » est mise en service le 1er juillet 1875 par la Compagnie des chemins de fer du Nord, lorsqu'elle ouvre à l'exploitation la section de Saint-Omer à Abancourt.
La recette de la halte de Moliens en 1881 est de 2 690,51 francs, soit une augmentation de 407,65 fr par rapport à l'année précédente où elle était de 2 282,86 fr.
En 1885, le train dessert « Moliens » entre « Feuquières » et « Abancourt ».
En 1960, c'est une halte de la SNCF, indiquée « P.A. Moliens », disposant d'un bâtiment au passage à niveau situé au PK « 121+9 ».
Le point d'arrêt non géré (PANG) de la SNCF, situé au « passage à niveau SAL2 », est supprimé le 9 décembre 2007. Depuis, il n'est plus desservi par les trains TER Picardie, mais par un service de transport à la demande en Taxi-TER.

## Service des voyageurs

### Desserte
Le point d'arrêt est supprimé.

### Service de substitution
Depuis 2007, un service de transport à la demande, en Taxi-TER est substitué à la desserte ferroviaire. Attribué pour la période du 13 décembre 2009 au 12 décembre 2012, par appel d'offres, au « Taxi Patrick ». Il permet les départs et arrivées aux gares de Feuquières - Broquiers et d'Abancourt.